# Sminthurinus reticulatus
Sminthurinus reticulatus is een springstaartensoort uit de familie van de Katiannidae. De wetenschappelijke naam van de soort is voor het eerst geldig gepubliceerd in 1964 door Cassagnau.